# Pterophorus nigropunctatus
Pterophorus nigropunctatus is een vlinder uit de familie vedermotten (Pterophoridae). De wetenschappelijke naam van de soort is voor het eerst geldig gepubliceerd in 1989 door Arenberger.